# Chris Philipps
Chris Philipps (Ciudad de Luxemburgo, 8 de marzo de 1994) es un futbolista internacional luxemburgués que juega de centrocampista en el F. C. Wiltz de la División Nacional de Luxemburgo.

## Carrera
Chris Philipps nació en la ciudad de Luxemburgo, siendo fichado a temprana edad por el FC Metz de la Ligue 2 francesa. En 2013 es ascendido al primer equipo, para posteriormente marcharse en condición de cedido al SC Preußen Münster de la 3. Liga alemana en 2015. El 2 de febrero de 2018 fue traspasado al Legia de Varsovia de Polonia. Una vez concluido su contrato con la entidad polaca el 31 de diciembre de 2019, Philipps firmaría por el K.V.S.K. United Overpelt-Lommel de la Segunda división belga. Desde la temporada 2020/21 juega en el FC Wiltz 71 de la División Nacional de Luxemburgo.

## Selección nacional
Durante 2011 y 2012, Philipps compitió en los partidos de clasificación para el Campeonato Europeo de la UEFA sub-19 2012 y en la Eurocopa sub-21 de 2013. Hizo su debut internacional con la selección absoluta de Luxemburgo el 29 de febrero de 2012, en un partido amistoso frente a la selección de Macedonia.